# Krajina
Der Begriff Krajina [ˈkraːina] (kroatisch, serbisch krajni für äußerst beziehungsweise extrem bzw. kroatisch, serbisch, slowenisch kraj für Ende, Rand, Saum, aber auch Gegend, Landschaft oder Bezirk) ist ein slawisches Toponym mit mehreren Bedeutungen.
Im fachsprachlichen und allgemeinsprachlichen Gebrauch steht die Bezeichnung Krajina für Grenzgebiet, Mark – im Sinne von lateinisch confinium, französisch marche – bzw. Grenze – im Sinne von englisch frontier, border lands; nicht aber border, borderline, denn lineare, festgeschriebene Grenzen sind erst im Zeitalter der Nationalstaaten zum Normalfall geworden. Gemeint ist ein Grenzsaum, der von einer Grenzerbevölkerung bewohnt wird, die unter Umständen eine eigene Grenzergesellschaft ausgebildet haben kann.
Die Bezeichnung wurde oft auch als umgangssprachliche Kurzform von „Vojna krajina“ für die habsburgische Militärgrenze benutzt. Die Bezeichnung des Grenzgebietes Kroatiens zu Bosnien-Herzegowina als „Krajina“ bzw. „Srpska Krajina“ (Serbische Krajina) ist in diesem Zusammenhang kein historischer Begriff und ist nicht als Fortsetzung der Militärgrenze zu betrachten. Die kroatische und serbische Bezeichnung der historischen Militärgrenze „Vojna krajina“ ist ein eigenständiger Begriff, welcher seit der Frühen Neuzeit die Gebiete der Militärgrenzen bezeichnet, die im „Triplex Confinium“, der „dreifachen Grenzmark“, aufeinandertreffen. Es sind dies die Gebiete der Habsburger, Osmanen und Venezier, die hier zusammentreffen.
Im heutigen kroatischen und serbischen Sprachgebrauch wird der Begriff Krajina häufig verengt auf die zwischen 1991 und 1995 existierende und nicht anerkannte Republik Serbische Krajina angewendet. Also auf den teils oder überwiegend von Serben (den Nachfahren der einstigen serbischen Militärgrenzer) besiedelten Raum entlang der bosnisch-herzegowinischen Staatsgrenze von Karlovac bis ins Hinterland von Split mit den Kerngebieten Kordun, östliche Lika und der „Hauptstadt“ Knin in Dalmatien.

## Namenkunde
Kraj und Krajište (davon alban. Kraja) ist ein südslawisches Toponym, das eine Grenzlandschaft (Grenzmark) bezeichnet.
Die Toponyme Krajina, Kraj und Krajište sind Namensbestandteile vieler von Slawen besiedelter Gebiete, vgl. die Ukraine (Grenzland), die Militärgrenze (serbokroatisch: Vojna krajina), Krain u. v. m.
Der Begriff bezog sich ursprünglich auf römisch-byzantinische Wehranlagen nördlich von Dyrrhachium. Um den Ansturm von Barbaren aufzuhalten (Verwüstung Docleas durch Ostgoten 489), wurde in der Provinz Dardanien noch vor Justinian I. ein dichtes Netz von Kastellen und Wehrbauten (Gräben, Verhauen, Türmen aus Holz und Stein) errichtet, welches bei Marcellinus und Prokopios erwähnt wird. Im 8. und 9. Jahrhundert trotzte dieser römisch-byzantinische Limes dem Ansturm der Serben und Bulgaren.
Die ausgedehnten Wehranlagen bestanden noch in der Komnenenzeit und waren später für die Verteidigung gegen Einfälle der Normannen und Anjouviner bedeutend. Aus dieser Zeit stammt die serbische Bezeichnung „Krajina“ für das Gebiet zwischen den Flüssen Bojana und Crmnica. Die Dukljanin-Chronik erwähnt den Sitz des serbischen Fürsten-Heiligen Johannes Vladimir als locus qui Craini dicitur. Eine andere Kraja nahe Debra wird 1273 erwähnt. Albanische Heldengesänge (këngë kreshnikë = cantica heroica) besingen die Kriegsführung in der Krajina. Als krajišnici (sing. krajišnik) galten im Codex Stephan Dušans Adelige, die dem Kaiser alle Schäden durch plündernde Armeen, die durch Gebiete der betroffenen Krajišnici gezogen waren, ersetzen mussten.
Das im 15. Jahrhundert tätige Erzbistum Krajina, mit Zentrum in der Klosterkirche Prečista Krajinska nahe Bar, soll als ein gescheiterter Reunionsversuch zwischen Katholizismus und Orthodoxie gelten.

## Varianten
- Krajina (f), tschechisch für: Landschaft
- Kraj (m), heute insbesondere Verwaltungseinheit in Russland, Tschechien und der Slowakei
- Krain, slowenisch Kranj, ein Bezirk und Kranjska, ein Landesteil Sloweniens, als Herzogtum Krain frühere Provinzbezeichnung Österreich-Ungarns

Komposita:
- In den südslawischen Sprachen heißt pokrajina [ˈpɔkraːina] übersetzt „Provinz“.
- Der Name der Ukraine (ukrain. Ukrajina) geht in der ukrainischen oder russischen Sprache auf die Bedeutung „Land“ oder auch „Rand“ des Wortes kraj zurück (von Moskau aus gesehen liegt die Ukraine am Rand des ostslawischen Siedlungsgebietes und ist somit Grenzland)

## Geographische Regionen namens Krajina

### Landschaften
Polen:
- Krajna, eine historische Landschaft in Großpolen

Bosnien-Herzegowina:
- Cazinska Krajina, Grenzland zwischen Bosnien-Herzegowina und Kroatien im Gebiet um die Stadt Cazin.
- Bosanska Krajina in der Umgebung von Bihać und Banja Luka.

Serbien:
- Timočka Krajina, Grenzgebiet zwischen Serbien und Bulgarien nahe dem Fluss Timok
- Negotinska Krajina, ein Teil der Timočka Krajina nahe der Stadt Negotin

Kroatien:
- Cetinska Krajina, die Gegend entlang dem Fluss Cetina in Südkroatien, nahe der Grenze zur Herzegowina (Bosnien und Herzegowina)
- Imotska Krajina, die Umgebung der Stadt Imotski
- Kninska Krajina, Gebiet um die Stadt Knin

Montenegro:
- Crnogorska Krajina, Region in Montenegro im Gebiet um Bar und Ulcinj, das an den Skadarsee grenzt.

Slowenien:
- Suha krajina – Die „Dürre Mark“, eine Gegend (kein politisches Gebilde) in Slowenien um Trebnje (Treffen) und Žužemberk (Seisenberg) an der Krka (Gurk)
- Bela krajina – Die „Weiße Mark“, ist nicht nur ein Teil des Herzogtums Krain gewesen. Auch gegenwärtig wird in Slowenien die Gegend zwischen der Krka (Gurk), als nördliche Begrenzung und der Kolpa, als südliche Begrenzung, als Bela Krajina bezeichnet.

### Historische und politische Regionen
- Vojna krajina, „Militärgrenze“, das Grenzland zwischen Österreich-Ungarn und dem Osmanischen Reich. Diese bestand aus den folgenden Abschnitten (welche weiters in Generalate und die dazugehörigen Grenzregimenter unterteilt waren):
  - die Kroatische Militärgrenze (1538–1878): kroatisch und serbisch Hrvatska vojna krajina
  - die Slawonische Militärgrenze (1702–1878): kroatisch und serbisch Slavonska vojna krajina
  - die Banater Militärgrenze (1742–1872): kroatisch und serbisch Banatska vojna krajina
  - die Siebenbürger Militärgrenze (1764–1851)

Ein Teil der serbischen Bevölkerung in Kroatien rief während des Kroatien-Krieges (1991–1995) die folgenden Gebiete aus:
- Slawonische Krajina (entlang der Grenze zu Serbien im Osten Kroatiens)
- SAO Ostslawonien, Baranja und westlicher Srijem, auch Podunavska Krajina genannt
- Republik Serbische Krajina (Zusammenschluss aller serbisch-kontrollierten Gebiete in Kroatien)

- die SAO Bosanska Krajina wurde in Bosnien während des Bosnienkrieges gegründet

## Abgrenzung zum Begriff „Republik Serbische Krajina“ (Srpska Krajina)

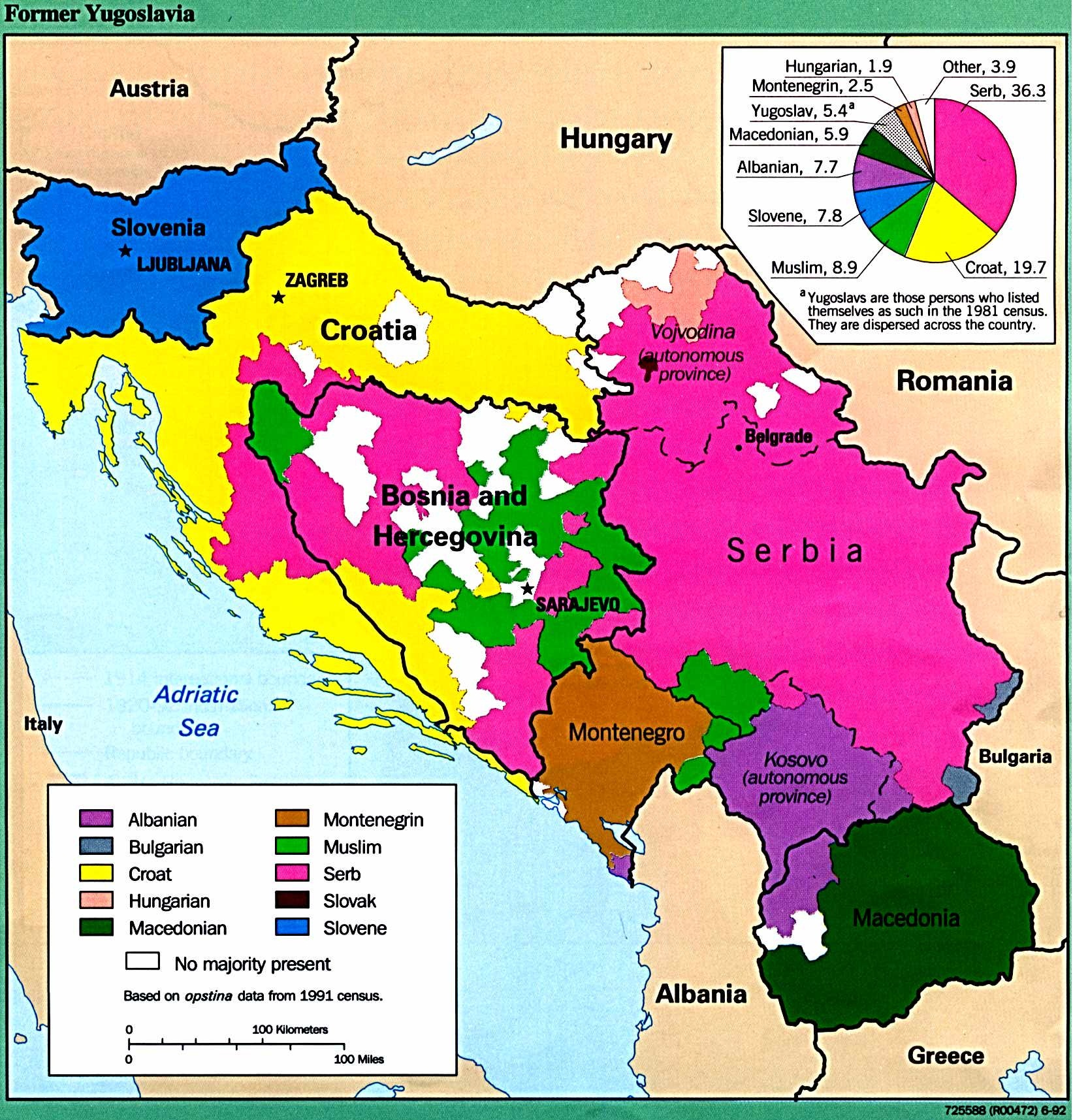
Ethnische Zusammensetzung Jugoslawiens laut Volkszählung 1991 (Quelle: CIA)

Im Kroatien-Krieg 1991 bis 1995 entstand der Begriff „Serbische Krajina“ für „zapadne srpske zemlje“ (=westliche serbische Länder). Die Bezeichnung bezieht sich nicht auf eine geschichtlich-festgelegte territoriale Gesamtheit, sondern sollte eher als ungefähre geographische Angabe gelten. Der Begriff „Krajina“ in Zusammenhang mit ethnischen Mehrheitsvorstellungen wurde stets von großserbischen Ideologen dazu verwendet, um serbisch-expansionistischen Gebietsansprüchen Geltung zu verleihen.
Die großserbischen Ideologien können mit den nationalistischen Konzepten des Alldeutschen Verbandes verglichen werden. Dabei werden Ideologeme der Geopolitik mit bevölkerungspolitischen oder militärischen Maßnahmen gekoppelt: Um in einheitliche Gebiete transformiert zu werden, sollen die ursprünglichen Einwohner der okkupierten Gebiete deportiert und vorrangig die eigene Bevölkerung angesiedelt werden; außerdem wird eine diktatorische Verwaltung vorausgesetzt. Diese politische, unter anderem von Heinrich Claß vertretene, Konzeption schließt an Tendenzen des ausgehenden 19. Jahrhunderts an, politische Grenzen grundsätzlich nicht als rechtlich verbindliche Linien, sondern als dynamische Räume aufzufassen und einer entsprechenden Formierung zu unterziehen (Politische Geographie).